# دوبونديوس
|                                                                                        |                                                         |
| الوجه: تراجان يرتدي التاج المشع IMP CAES NERVAE TRAIANO AVG GER DAC P M TR P COS V P P | العكس: نصب تذكاري (تروبايون) SPQR OPTIMO PRINCIPI / S C |
| دوقنديوس من الأوريكالكوم ضُرب في روما سنة 104 ميلادية المرجع: RIC 586                   |                                                         |

|                                                                               |                                                     |
| الوجه: تمثال نصفي مغطى لفاوستينا الصغرى FAVSTINAE AVG PII AVG FIL             | العكس: الآلهة بوديسيتيا جالسة PVDICITIA؛ S C (أسفل) |
| دوقنديوس من الأوريكالكوم ضُرب في روما تقريبًا بين 147–150 م المرجع: RIC 1404(b) |                                                     |

|                                                                      |                                                                              |
| الوجه: ديديوس يوليانوس يرتدي التاج المشع IMP CAES M DID IVLIANVS AVG | العكس: الآلهة فورتونا تمسك بقرن الوفرة ودفة فوق كرة أرضية P M TR P COS / S C |
| دوقنديوس نادر جدًا، ضُرب في روما سنة 193 م المرجع: RIC 12              |                                                                              |

الدوبونديوس (باللاتينية: dupondius) كانت عملة من النحاس أصفر استخدمت خلال الجمهورية الرومانية والإمبراطورية الرومانية، وكانت تساوي 2 أس (أي 4⁄5 من السيسترتيوس أو 1⁄5 من الديناريوس في عهد الجمهورية، و1⁄2 من السسترس أو 1⁄8 من الديناريوس في زمن أغسطس).
تم تقديم الدوبونديوس خلال الجمهورية الرومانية كقطعة برونزية كبيرة مسبكة، رغم أنها عند إصدارها كانت تزن أقل من 2 رطل روماني (ليبرا). كانت العملات الأولى تحمل على الوجه رأس روما، وعلى الظهر عجلة بستة أذرع.
كان سعر رغيف خبز أو سيكتاريوس (ق. 0.5 لتر) من النبيذ يعادل تقريبًا دوبونديوس واحد في ذروة الإمبراطورية الرومانية، لكن بسبب انخفاض قيمة الديناريوس خلال القرن التالي، تم التخلي عن الدوبونديوس.
مع إصلاح العملات في عهد أغسطس حوالي سنة 23 قبل الميلاد، بدأ إنتاج السيسترس والدوبونديوس من نوع من النحاس الأصفر يُسمى أوريكالكم من قبل الرومان وعلماء النقود، بينما كانت الفئات الأدنى تُصنع من النحاس المحمر.
ومع ذلك، تم سك بعض قطع الدوبونديوس بالكامل من النحاس في عهد أغسطس، بينما في عهد نيرون تم سك بعض قطع الأس من كل من الأوريكالكم والنحاس، بدلًا من أن تكون جميعها من النحاس فقط كما كان معتادًا سابقًا.
لذلك، لا يمكن تمييز هذه الأخيرة عن الدوبونديوس إلا من خلال حجمها الأصغر، وليس من خلال مظهر المعدن أيضًا.
كان يميز الدوبونديوس عادة عن قطعة الأس المماثلة في الحجم من خلال إضافة تاج مشع إلى رأس الإمبراطور على وجه العملة ابتداءً من سنة 66 م في عهد نيرون. وقد استُخدم التاج المشع أيضًا كرمز لقيمة مضاعفة بشكل واضح في عملة أنطونينيانوس (أي ضعف قيمة الديناريوس) التي تم تقديمها من طرف قرقلة، وكذلك في السيسترس المزدوج.